# کیرشباخ-تسرلاخ
کیرشباخ-تسرلاخ (به آلمانی: Kirchbach-Zerlach) یک شهرستان در اتریش است که در زودوست‌اشتایرمارک واقع شده‌است. کیرشباخ-تسرلاخ ۱۲۳٫۴۵ کیلومتر مربع مساحت دارد ۳۳۴ متر بالاتر از سطح دریا واقع شده‌است.